# Contea di Randolph (Indiana)
La contea di Randolph, in inglese Randolph County, è una contea dello Stato dell'Indiana, negli Stati Uniti. La popolazione al censimento del 2000 era di 27 401 abitanti. Il capoluogo di contea è Winchester.